# John Doman
John Doman (Filadelfia, Pensilvania, 8 de enero de 1945) es un actor estadounidense, conocido por haber interpretado a William Rawls en la serie The Wire, a Rodrigo Borgia en la serie Borgia y a Carmine Falcone en la serie Gotham.

## Biografía
John es un exoficial de la Infantería de Marina y veterano de Vietnam.
El 12 de septiembre de 1981 se casó con Linda Lee Rudloff Doman y tuvieron un hijo, Mark Rudloff. Linda falleció el 26 de abril de 2014.

## Carrera
Apareció en anuncios de neumáticos Michelin.
En el 2001 interpretó al coronel Edward Galson en la serie Oz.
En el 2002 se unió al elenco principal de la serie The Wire donde dio vida al comisionado de la policía y mayor William Rawls hasta el final de la serie en el 2008.
En el 2010 apareció en varios episodios de la serie Rizzoli & Isles donde interpretó a Patrick Paddy Doyle, un jefe de la mafia irlandesa y el padre biológico de la doctora Maura Isles (Sasha Alexander), hasta el 2014.
En el 2011 se unió al elenco principal de la serie francesa Borgia donde interpretó al Papa Alejandro VI, hasta el final de la serie en el 2014.
En el 2014 se unió al elenco recurrente de la serie Person of Interest donde da vida al senador estadounidense Ross Garrison, el encargado de supervisar a "Northern Lights", hasta ahora. También apareció en varios episodios de la serie The Affair donde dio vida a Bruce Butler, el padre de Helen (Maura Tierney).
Ese mismo año se unió al elenco de la serie Gotham donde interpreta al jefe de la mafia Carmine Falcone, hasta ahora.

## Filmografía

### Series de Televisión
| Año             | Serie              | Personaje                         | Notas                   |
| --------------- | ------------------ | --------------------------------- | ----------------------- |
| 2019            | The Boys           | Dr. Jonah Vogelbaum               | 2 episodios             |
| 2016            | Feed the Beast     | Aidan Moran                       | 10 episodios            |
| 2014 - 2017     | Gotham             | Carmine Falcone                   | 28 episodios            |
| 2014 - presente | Person of Interest | Ross Garrison                     | 8 episodios             |
| 2014 - presente | The Affair         | Bruce Butler                      | 6 episodios             |
| 2014            | Unforgettable      | Vincent Quinn                     | episodio "Stray Bullet" |
| 2011 - 2014     | Borgia             | Rodrigo Borgia, Papa Alejandro VI | 35 episodios            |
| 2010 - 2014     | Rizzoli & Isles    | Patrick "Paddy" Doyle             | 7 episodios             |
| 2002 - 2008     | The Wire           | Mayor William Rawls               | 60 episodios            |
| 2001            | Oz                 | Coronel Edward Galson             | 4 episodios             |

### Películas
| Año  | Título                          | Personaje                                    |
| ---- | ------------------------------- | -------------------------------------------- |
| 1995 | Die Hard with a Vengeance       | Foreman                                      |
| 1995 | Stonewall                       | Plainclothes Cop                             |
| 1995 | The Journey of August King      | Bolton                                       |
| 1996 | Beavis and Butt-Head Do America | Airplane Captain, White House Representative |
| 1997 | Little Boy Blue                 | Andy Berg                                    |
| 1997 | Cop Land                        | Lassaro's Aide                               |
| 1997 | Fool's Paradise                 | U.S. Senator                                 |
| 1998 | Mercury Rising                  | Supervisor Hartley                           |
| 1998 | Claire Dolan                    | Cain's friend                                |
| 1999 | Giving It Up                    | Ralph Gigante, Sr.                           |
| 1999 | Loving Jezebel                  | Pop Melville                                 |
| 1999 | Wirey Spindell                  | Wirey's father                               |
| 1999 | Fantoche                        | Russian Godfather                            |
| 2000 | Interstate 84                   | Montaldo                                     |
| 2000 | The Opponent                    | Fred                                         |
| 2001 | Besotted                        | Cap'n Dave                                   |
| 2002 | Emmett's Mark                   | Capt. Berman                                 |
| 2002 | City by the Sea                 | Henderson                                    |
| 2003 | Mystic River                    | Driver                                       |
| 2004 | The Kings of Brooklyn           | Dad                                          |
| 2004 | Sniper 3                        | Paul Finnegan                                |
| 2004 | Noel                            | Dr. Baron                                    |
| 2005 | Rock the Paint                  | Father Pete                                  |
| 2005 | Dawn's Early Light              | Sheriff Clayton                              |
| 2006 | Fatwa                           | John Davidson                                |
| 2006 | Lonely Hearts                   | Chief MacSwain                               |
| 2007 | Gracie                          | Coach Colasanti                              |
| 2008 | Sympathetic Details             | Phillips                                     |
| 2010 | The Company Men                 | Dysert                                       |
| 2010 | Blue Valentine                  | Jerry                                        |
| 2014 | After                           | Mitch Valentino                              |
| 2016 | Ordinary World                  | Walt                                         |
| 2017 | You Were Never Really Here      | John McCleary                                |
| 2017 | Two Black Coffees               | Bartender                                    |
| 2019 | Cold Pursuit                    | Gip                                          |
| 2020 | The Trial of the Chicago 7      | John N. Mitchell                             |